# Nueva España (periódico)
Nueva España fue un periódico diario editado en Huesca entre 1937 y 1985. 
Se empezó a publicar con una periodicidad semanal, el 30 de noviembre de 1936, para pasar a ser diario el 9 de abril de 1937. Ideológicamente fue una publicación afín al denominado «Movimiento Nacional», y formó parte de la Cadena de Prensa del Movimiento. Nueva España fue editado en las instalaciones del antiguo diario republicano El Pueblo.
Tras la muerte de Franco pasó a pertenecer al organismo público Medios de Comunicación Social del Estado. Con fecha 21 de febrero de 1984 fue adquirido en subasta pública por la sociedad anónima Publicaciones y Ediciones del Alto Aragón”. La nueva sociedad editora, sin solución de continuidad, siguió editando el periódico bajo la cabecera “Nueva España”, hasta que, habiendo dado cumplimiento a cuantos deberes conllevaba su adquisición en dicha subasta, en mayo de 1985 la nueva sociedad propietaria cambió la cabecera de su diario, y pasó a denominarse Diario del Altoaragón, iniciando nueva numeración y otros registros legales a los efectos archivísticos o bibliotecarios.